# La Roche-Rigault
La Roche-Rigault település Franciaországban, Vienne megyében. Lakosainak száma 562 fő (2022. január 1.). La Roche-Rigault Angliers, Ceaux-en-Loudun, Chalais, Guesnes, Loudun, Maulay és Messemé községekkel határos.

## Népesség
A település népességének változása:
| Lakosok száma | 535  | 543  | 583  | 556  | 554  | 560  | 559  | 559  | 562  |
|               | 2013 | 2015 | 2016 | 2017 | 2018 | 2019 | 2020 | 2021 | 2022 |